# 小林真三
小林真三（こばやししんぞう、1954年〈昭和29年〉3月13日 - ）は愛媛県松山市を拠点とするラジオパーソナリティ、実業家である。株式会社コバ代表取締役。

## 来歴
大阪府大阪市出身。愛媛大学工学部海洋工学科を卒業後、1980年に愛媛県のラジオ番組のパーソナリティとしてデビューした。パーソナリティだけでなく、イベントプロデューサー・ラジオディレクターとして活躍している。
コラムとして愛媛新聞「ミュージック･グラフィティ愛媛」、愛媛新聞の雑誌『えひめ雑誌「お祭りのチカラコブ」』連載された。

## 出演
現在
- それゆけ!真ちゃん!!（南海放送ラジオ、2011年4月〜）

過去
- よいこのおべんと新聞（南海放送ラジオ）[1]
- ザ・ミュージックステーション（南海放送ラジオ）[1]
- よるとさわるとバラエティ イチ・ニッ・サン・シンサン（南海放送ラジオ）[1]
- 田中くんと小林一くん（南海放送ラジオ）[1]
- 真さんのいよ!AM-igo（南海放送ラジオ、1998年4月〜2011年3月）
- メインホールへの道（南海放送ラジオ）
- 「小林真三の見たまんまテレビ（南海放送テレビ）